# Фаблет

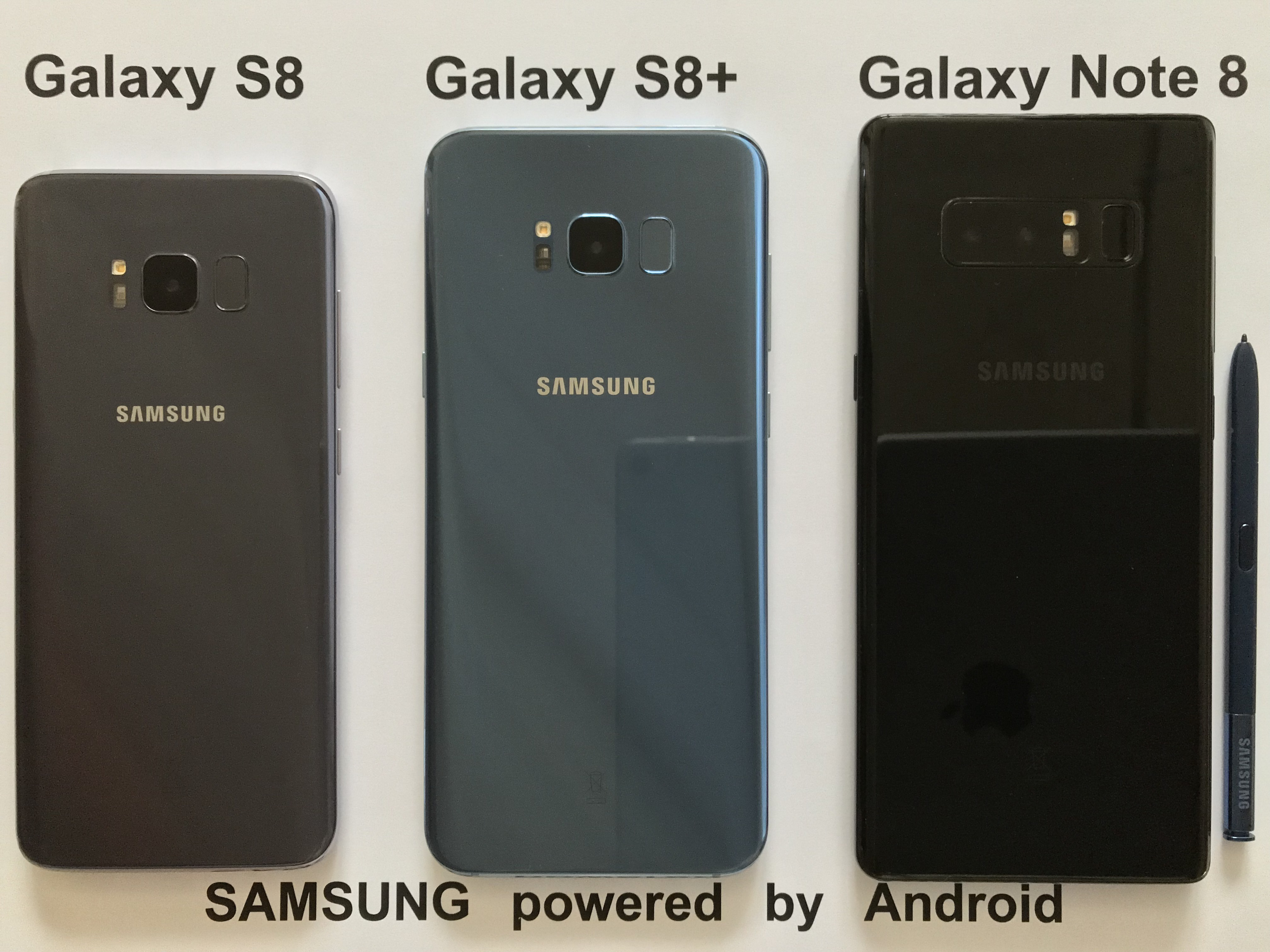
Фаблет (Samsung Galaxy)

Фаблет (англ. phablet, термін, що складений з двох слів, phone  — «телефон» + tablet — «планшет»), також планшетофон — формфактор смартфонів з діагоналлю екрана від 5 до 6,9 дюймів. За іншим підходом  — це від 4,6 до 5,5 дюймів (116,84 та 139,7 мм відповідно).
У зв'язку зі значним ростом продаж британське агентство новин Рейтер оголосило 2013 рік роком фаблетів. Нью-Йорк Таймс написав що фаблети в майбутньому можуть стати домінуючими комп'ютерними пристроями, найпопулярнішим класом телефонів і, можливо, єдиним комп'ютером що потрібен користувачу.

## Приклади фаблетів
Першим фаблетом був Dell Streak 5, 5-дюймовий пристрій із операційною системою Android, що вийшов 2010 року.
Яскравими прикладами фаблетів є Sony Xperia Z Ultra, Samsung Galaxy Note та його наступник, Samsung Galaxy Note II, LG Optimus Vu. Сюди також можна віднести Microsoft 640 XL та HTC J Butterfly, але дехто вважає його смартфоном, оскільки у нього немає стилуса.
Проте Asus Padfone (і його наступник Asus Padfone 2 відповідно) не є фаблетом, оскільки складається із двох приладів.